# جانی نادزارو
جانی نادزارو (ایتالیایی: Gianni Nazzaro؛ ‏ تلفظ در ایتالیایی: [ˈdʒanni nadˈdzaːro]؛ زادهٔ ۲۷ اکتبر ۱۹۴۸) با نام هنری بادی خواننده و بازیگر اهل ایتالیا است.
از فیلم‌ها یا مجموعه‌های تلویزیونی که وی در آن‌ها نقش داشته است، می‌توان به رسوایی در خانواده و ناتوان هستی‌گرا اشاره نمود.